# Шерлок Холмс і чорні чоловічки
«Шерлок Холмс і чорні чоловічки» — анімаційний мінісеріал з шести серій, який було зроблено як подовження Шерлок Холмс і доктор Ватсон: Вбивство лорда Вотербрука — попередньоі стрічки 2005 року. Комедійно-пародійна екранізація творів Артура Конан-Дойля за мотивами телесеріалу режисера Ігоря Маслєннікова.

## Сюжет
Це історія про детектива з Лондону Шерлока Холмса та його біографа доктора Ватсона, які розслідують складну та заплутану справу про вибух каміна в Адміралтействі і викрадення із сейфа секретних документів. На екрані з'являються шаржовані кіногерої з кінофільму «Пригоди Шерлока Холмса і доктора Ватсона»: «найкращий» інспектор Скотланд Ярду Лестрейд, місіс Хадсон, а також начальник секретного відділу адмірал Бенбоу та загадкові чорні чоловічки.